# Верденик, Зденко
Зденко Верденик (словен. Zdenko Verdenik; род. 2 мая 1949, Птуй) — югославский, а затем словенский футбольный тренер.

## Карьера тренера
Начал тренерскую карьеру в 1984 году, возглавив тренерский штаб клуба «Олимпия» (Любляна), не спас команде от вылета из второго дивизиона Югославии в сезоне 1984/85, а после неудачного старта в третьем дивизионе был освобождён от должности в 1985 году.
В 1993 году стал главным тренером молодёжной сборной Словении, которую тренировал один год, после чего стал работать с главной сборной страны. Дебютировал на тренерском мостике сборной в официальном матче 7 сентября 1994 года в игре отбора к Евро-1996 против сборной Италии, в которой балканцы сенсационно сыграли вничью 1:1. Во второй игре отбора словенцы сыграли вничью 0:0 со сборной Украины, впрочем в дальнейшем результаты команды ухудшились и она закончила отбор на предпоследнем пятом месте. Тем не менее Зденко продолжил работать с командой, и к началу отбора на чемпионат мира 1998 года сборная осталась непобедимой четыре раза в пяти товарищеских матчах. В том числе со счётом 7:1 была обыграна сборная Исландии. Однако начало отборочного турнира на чемпионат мира получилось не столь удачным: в первых трёх матчах сборная заработала лишь одно очко, и 30 апреля 1997 года после разгромного поражения 0: 4 от сборной Дании Верденик был уволен. Параллельно, в 1995 году Верденик недолго возглавлял «Олимпию» (Любляна).
В мае 1998 года принял предложение поработать в австрийском клубе «Аустрия» (Вена), впрочем уже 2 апреля 1999 года стороны договорились о расторжении договорённости о сотрудничестве. Причиной прекращения действия договора со словенцем назывались как неутешительная турнирная ситуация команды, так и серьёзные проблемы со здоровьем самого Верденика. Команда вылетела уже в первом туре Кубка Австрии и одержала 9 побед в 25 играх в Бундеслиге, не попадая в зону еврокубков на следующий сезон.
В 2000 году Верденик переехал в Японию, где подписал контракт с клубом высшего дивизиона «Джеф Юнайтед». Впоследствии там же работал с командами «Нагоя Грампус» и «Вегалта Сендай», а последним местом тренерской работы стал клуб «Омия Арди», главным тренером команды которого Зденко Верденик был с 2012 по 2013 годы.